# 浜松市立佐久間図書館
浜松市立佐久間図書館（はままつしりつさくまとしょかん）は、静岡県浜松市にある公共図書館。JR東海飯田線佐久間駅の駅舎に併設されている。
浜松市立図書館を構成する24館のひとつであり、前身は磐田郡佐久間町の佐久間町立図書館（さくまちょうりつとしょかん）。2016年度末の蔵書冊数は23,017冊（24館中21位）、2016年度の貸出冊数は6,778冊（24館中22位）、2016年度の利用者数は2,311人（24館中22位）である。

## 歴史

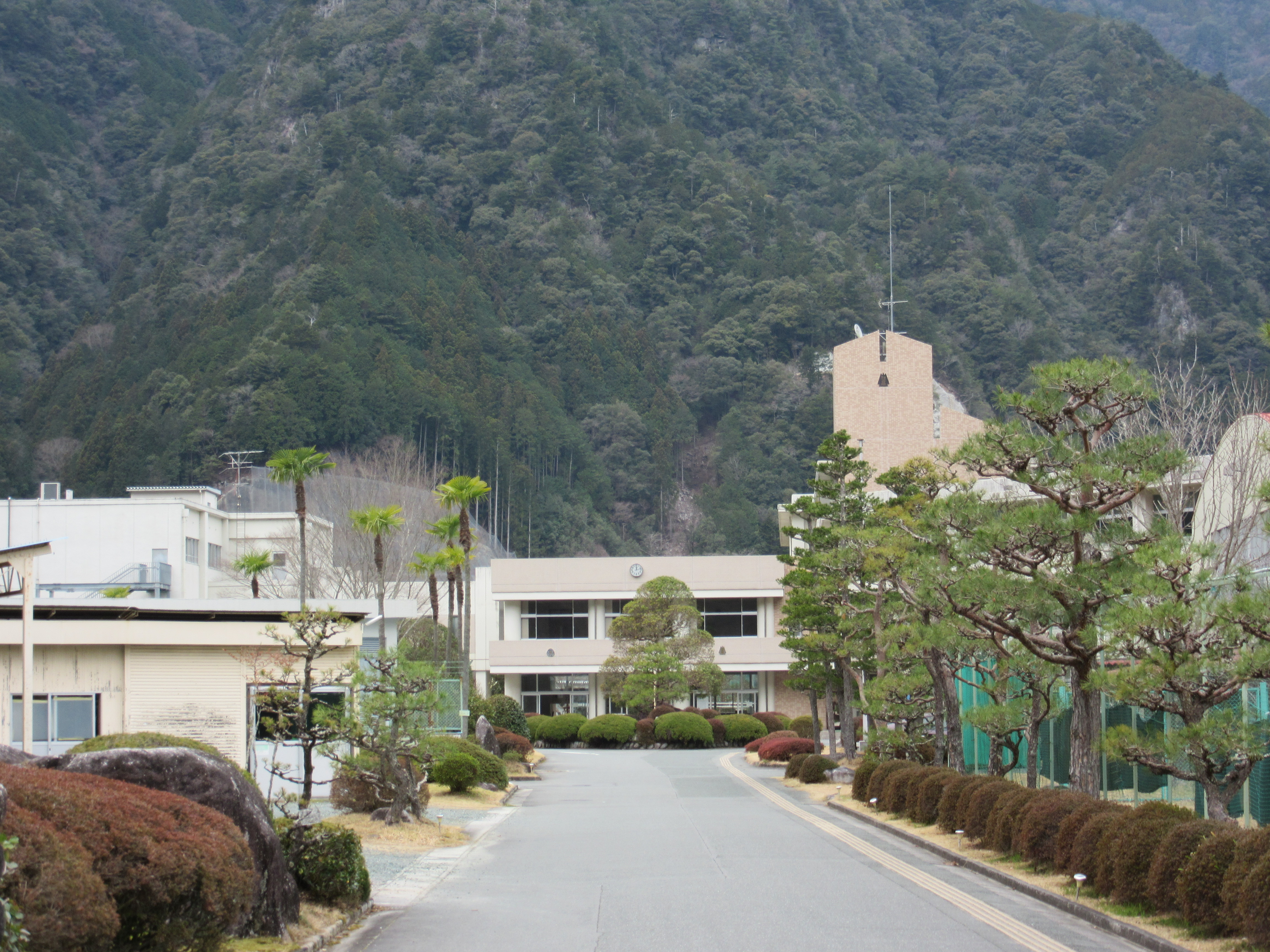
佐久間町立/浜松市立佐久間中学校（写真は移転後）

1984年（昭和59年）には国鉄飯田線佐久間駅が合理化のために無人化された。国鉄分割民営化の後には、JR東海による佐久間駅の改築に合わせて、JR東海と磐田郡佐久間町が協力して駅舎と図書館が一体となった建物を計画。1988年（昭和63年）12月から工事が進められ、1989年（平成元年）6月22日に佐久間町立図書館の開館式が行われた。開館当初の蔵書数は5,000冊であり、開館初日には70人が貸出を行った。
開館時に5,000冊だった蔵書は、1991年（平成3年）6月時点では約15,000冊にまで増加している。1989年度に34.0冊/日だった貸出数は、1990年度（平成2年度）には51.5冊/日となり、1991年6月15日には過去最高の138冊を記録した。1991年6月22日までの統計では、1991年度の入館者数は1日平均100人を超えていた。
開館当時は駅前に佐久間町立佐久間中学校（現・浜松市立佐久間中学校）があり、飯田線で通学する生徒が佐久間図書館を待合室代わりに利用していた。2005年（平成17年）7月1日には佐久間町が周辺自治体とともに浜松市に編入合併されたため、佐久間町立図書館は浜松市立佐久間図書館に改称した。2005年度末の蔵書冊数は33,783冊（22館中20位）、2005年度の貸出冊数は12,743冊（22館中20位）、2005年度の利用者数は5,013人（22館中19位）である。
2007年（平成19年）には佐久間中学校が中部天竜駅近くに移転したため、佐久間図書館を利用する子どもは減少した。2006年度の利用者数は3,849人だったが、2007年度は3,346人、2008年度は3,348人となっている。

## 特色

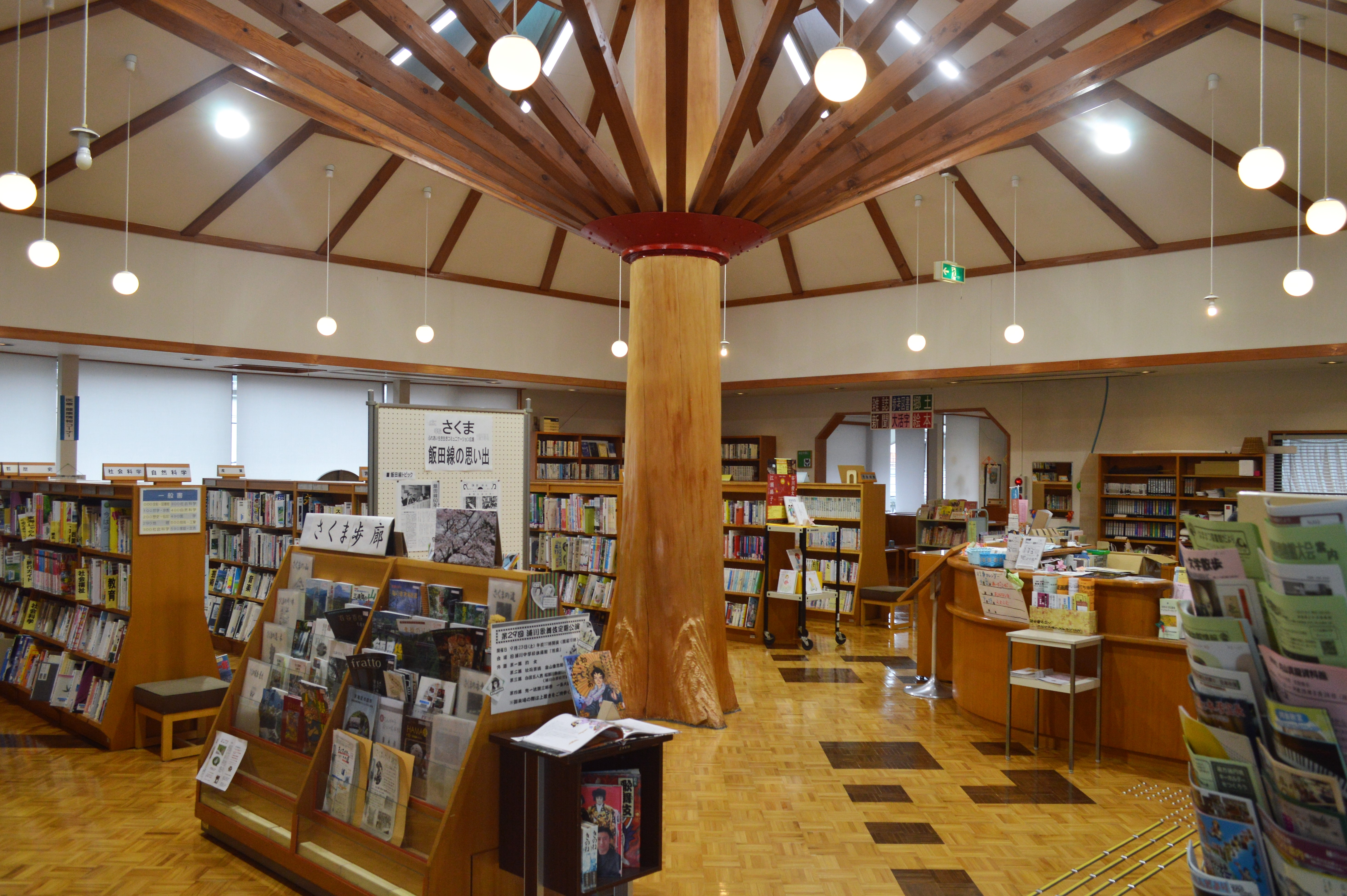
フロア中央部

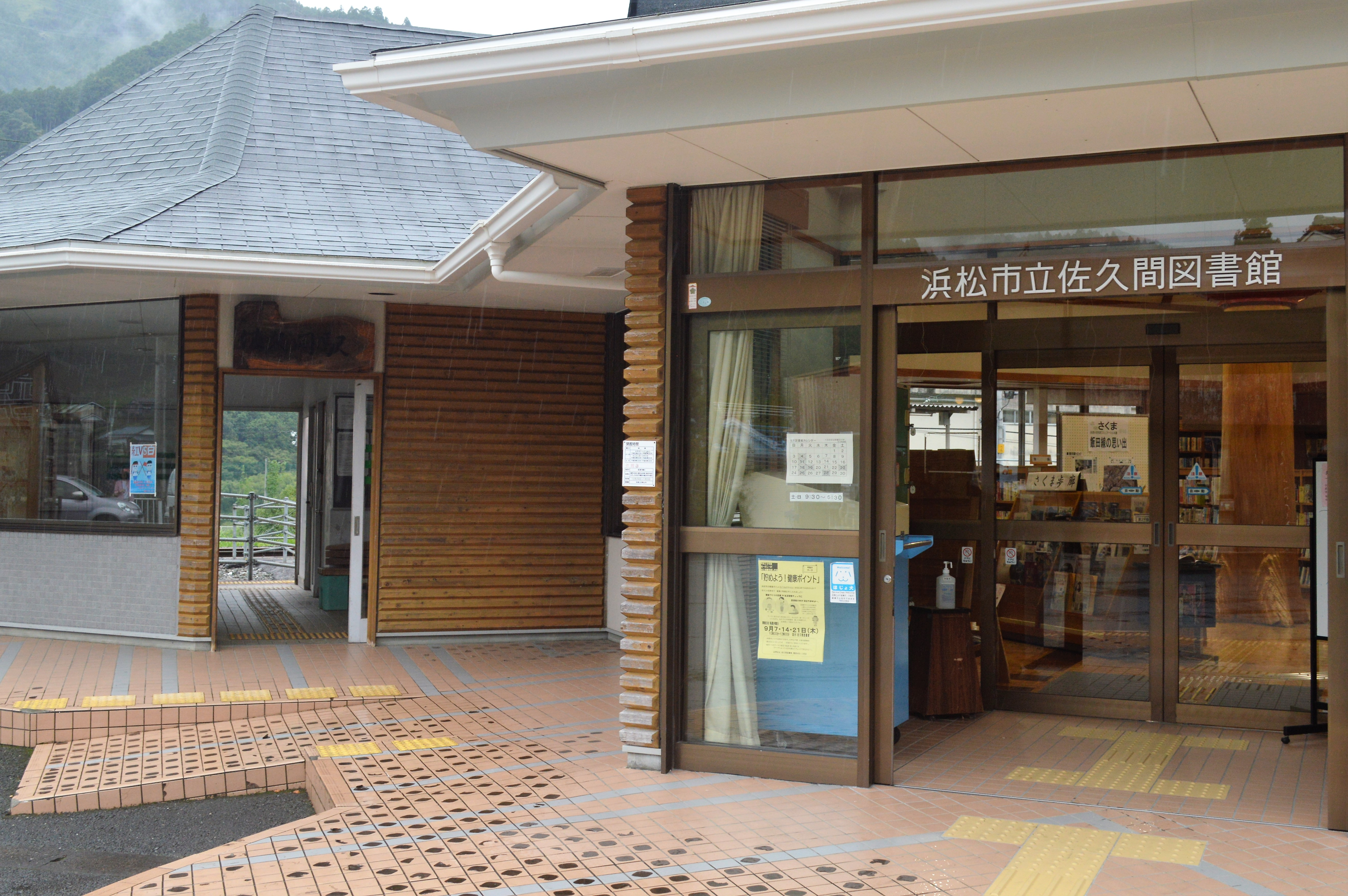
図書館（右）と佐久間駅（左）

### 建物
鉄道駅の駅舎と一体となった図書館は全国でも珍しいとされ、静岡県では初である。図書館を駅舎に併設するというのは佐久間中学校の生徒の発案である。
建物は木造平屋建であり、図書館部分の床面積は329m2、駅舎部分の床面積は31m2。総工費は8,395万円。採光と美観のために、天井には佐久間町の民話や自然をモチーフとした5枚のステンドグラスがはめ込まれている。入口上部には天竜川と山並みが描かれた「天竜座」が、東西南北には「川合花の舞」が飾られている。今日の佐久間図書館は観光名所の一つにもなっている。
フロアの中央部には佐久間町神妻に生えていたスギの木（天竜杉）が据えられている。伐採時の樹齢は109年であり、浜松市はこのスギを「明治12年（1879年）生まれ」と紹介している。生育時の木の直径はもっとも太い部分で1.35mであり、高さは約40mだった。25トントラックを用いて搬出し、磨き丸太のままフロアに据えられた。中間部分から四方に伸びる梁が「枝」を、閲覧室の大天井が「葉」をイメージしている。中にはスギの木に抱きつく大人もいるという。

### 館内
館内には開架貸出室（一般書・児童書）、ブラウジングコーナー、閲覧室、企画展示コーナーがある。小説家の井上靖が天竜川について著した『天竜川・讃』の原稿などを展示している。2017年（平成29年）4月時点で、新聞は静岡新聞と中日新聞の2紙を、雑誌は14誌を購読している。電話帳は静岡県全域と愛知県の一部を所蔵しており、住宅地図は浜松市天竜区の一部（佐久間地区・水窪地区）を所蔵している。
平日は年配者や親子連れなどの地域住民が多いが、休日にはドライブ客や鉄道ファンなどの観光客も訪れる。高齢者向けの体験講座、親子向けのおはなし会などを積極的に開催している。佐久間地域の観光案内所という性格も有しており、図書館にはガイドブックやウォーキングマップが設置されている。

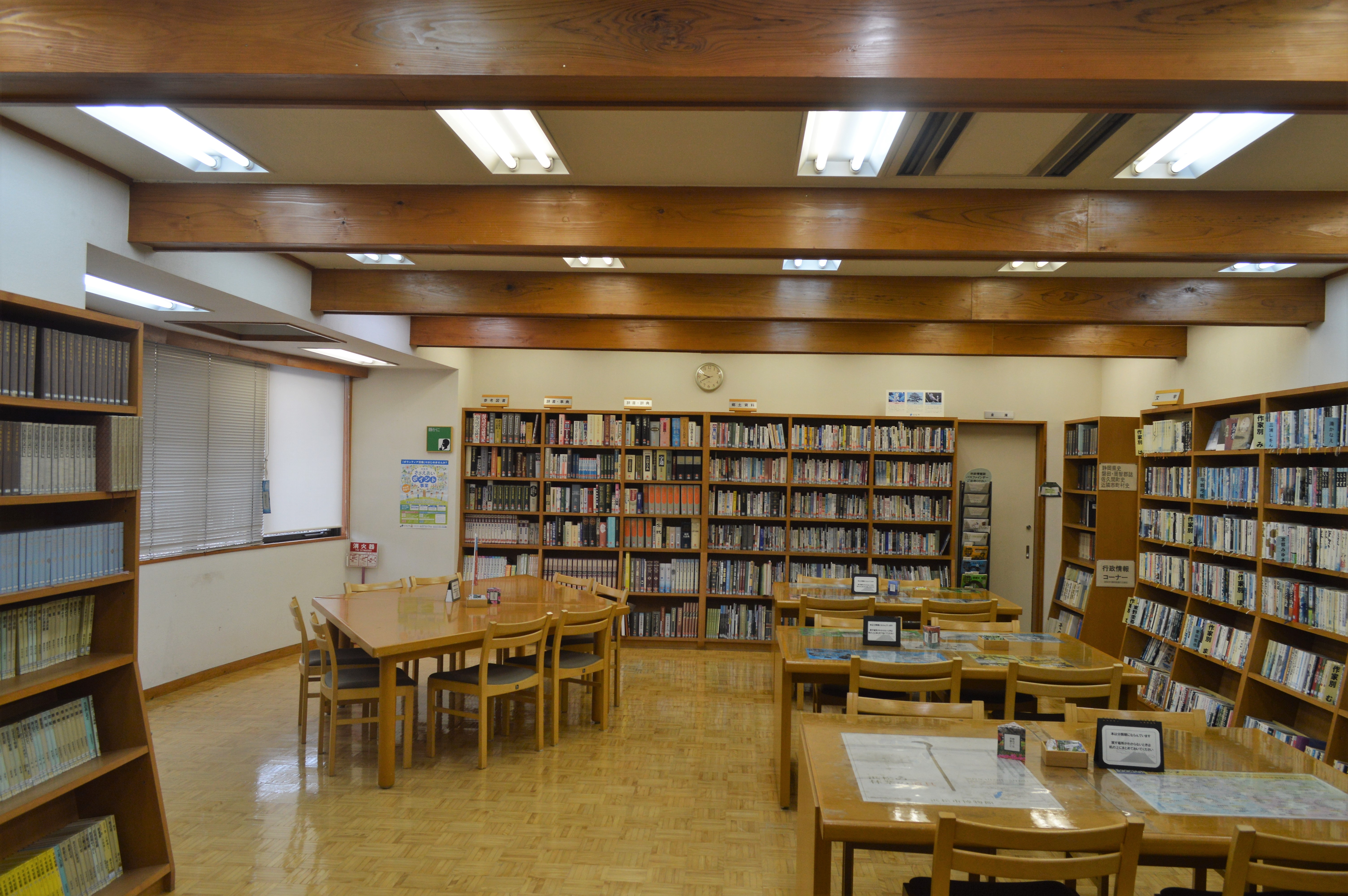
閲覧室
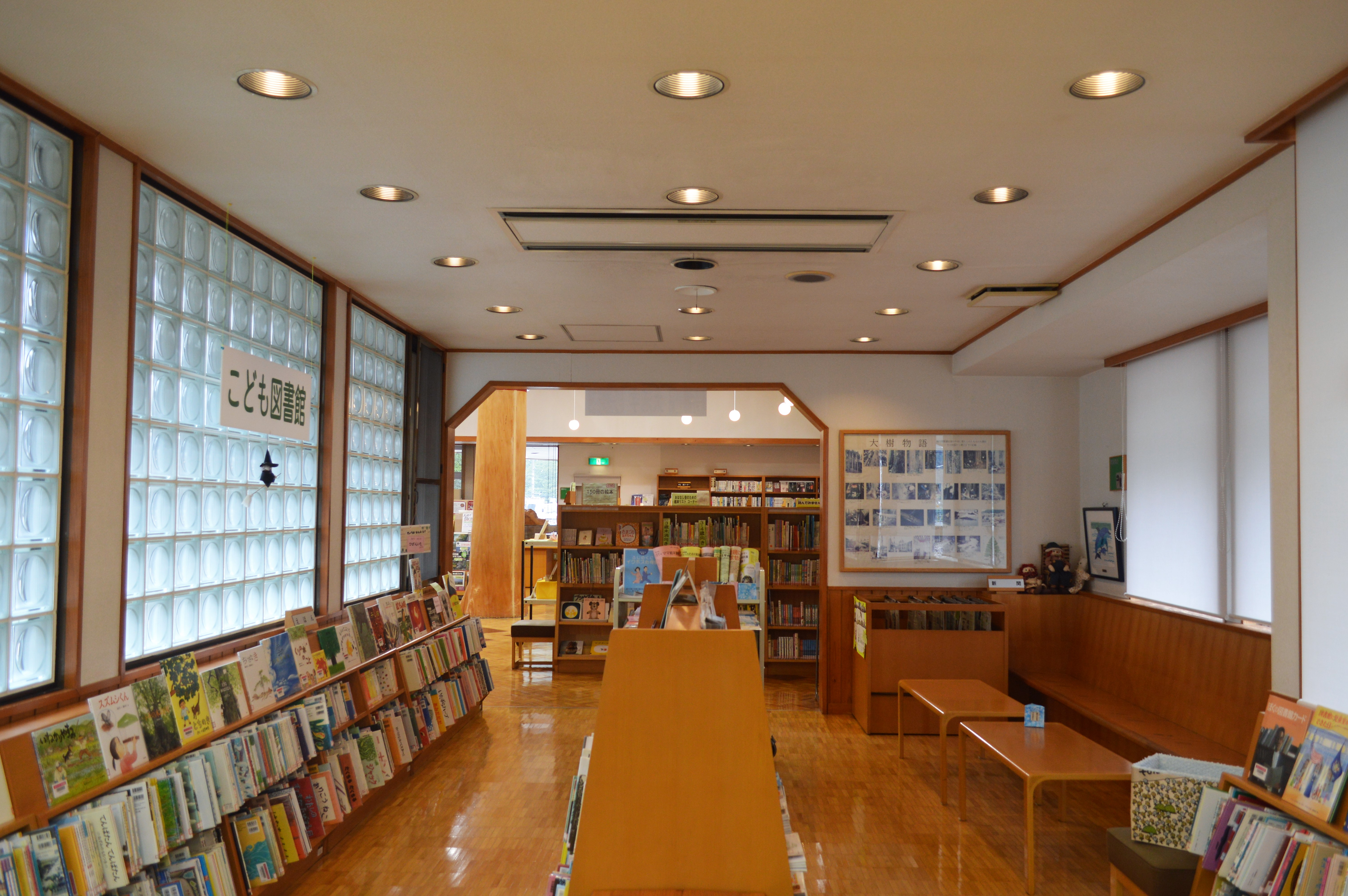
ブラウジングコーナー
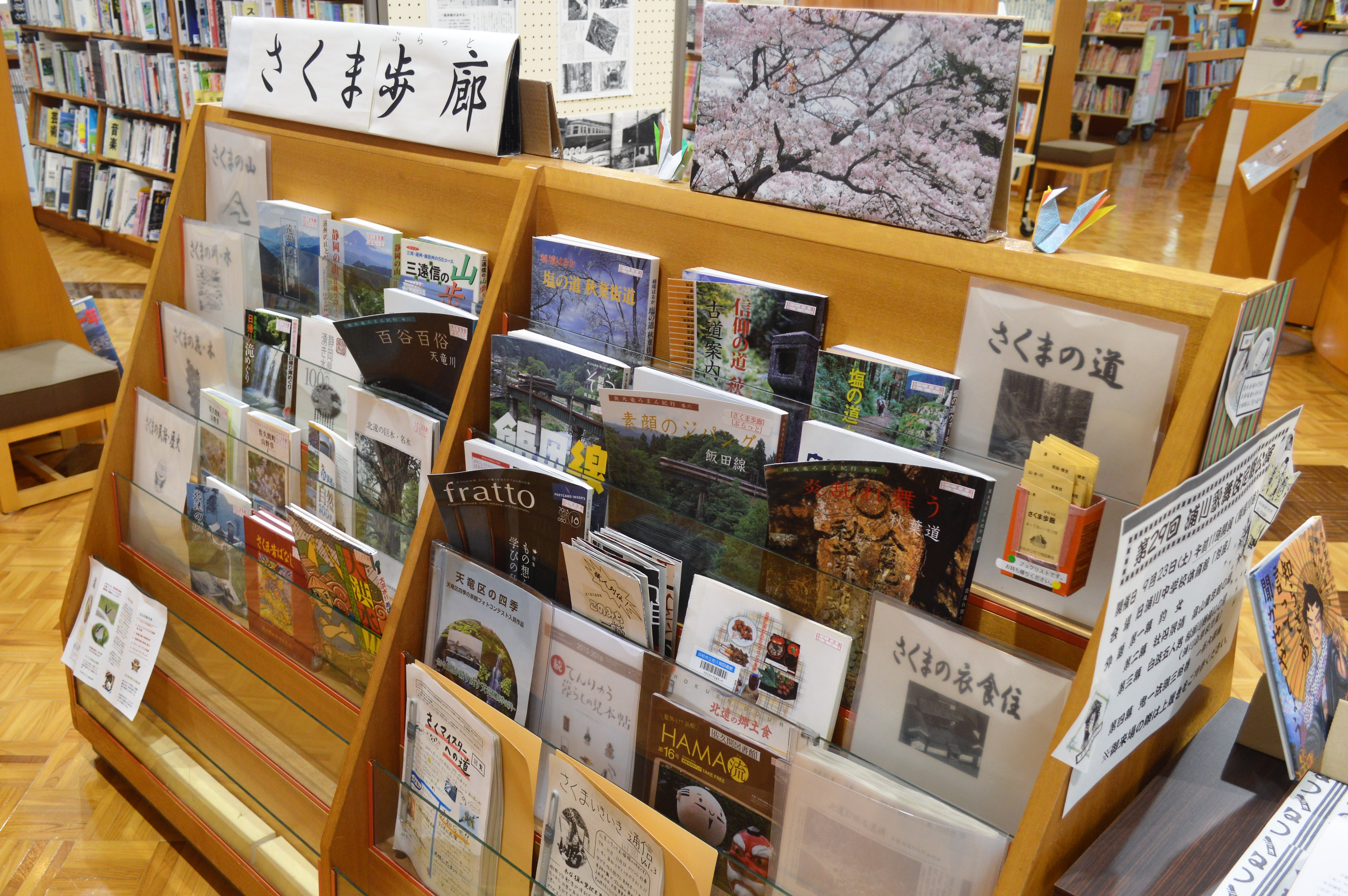
佐久間地域に関連する本
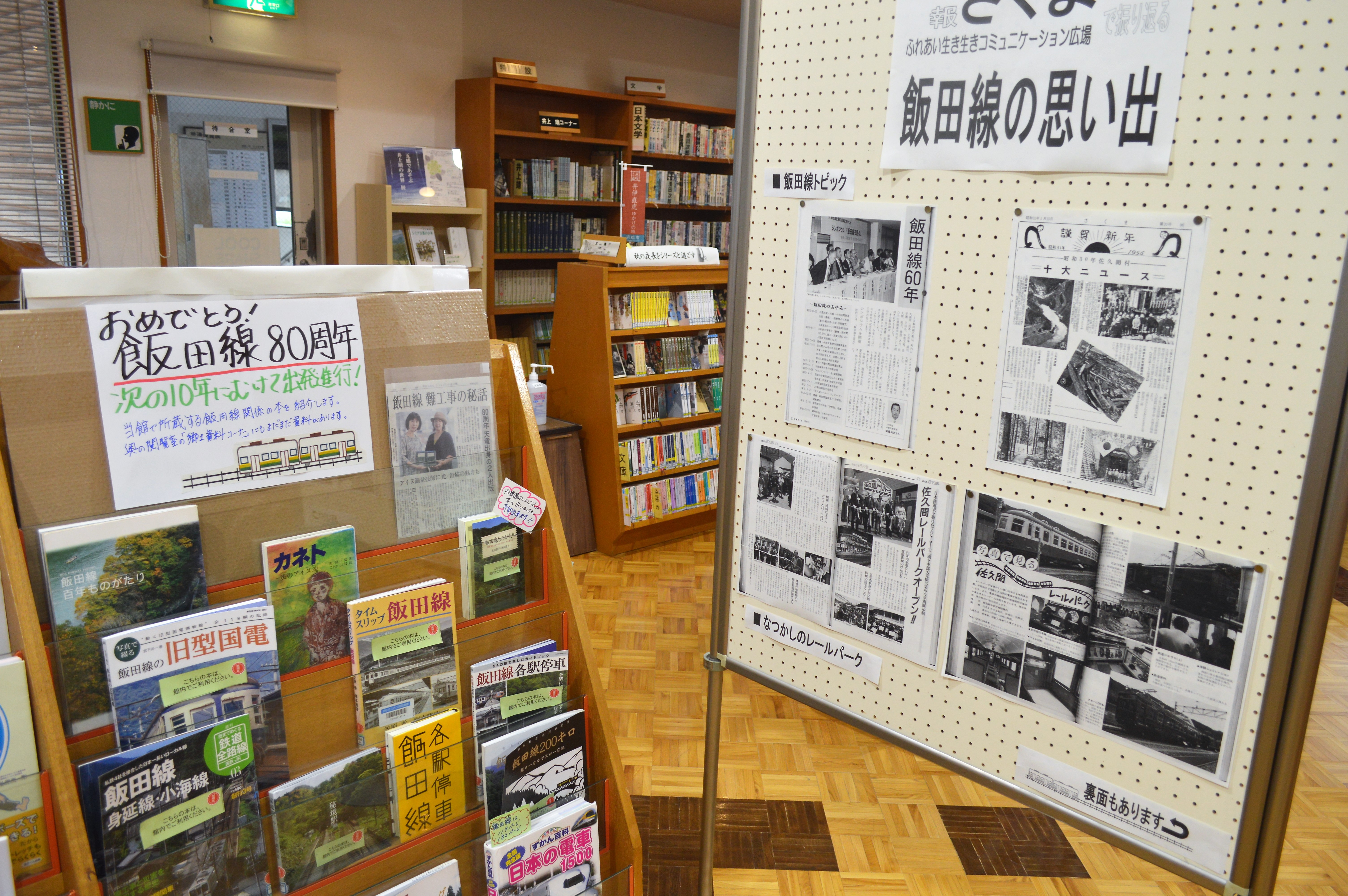
飯田線全通80周年に関連する展示
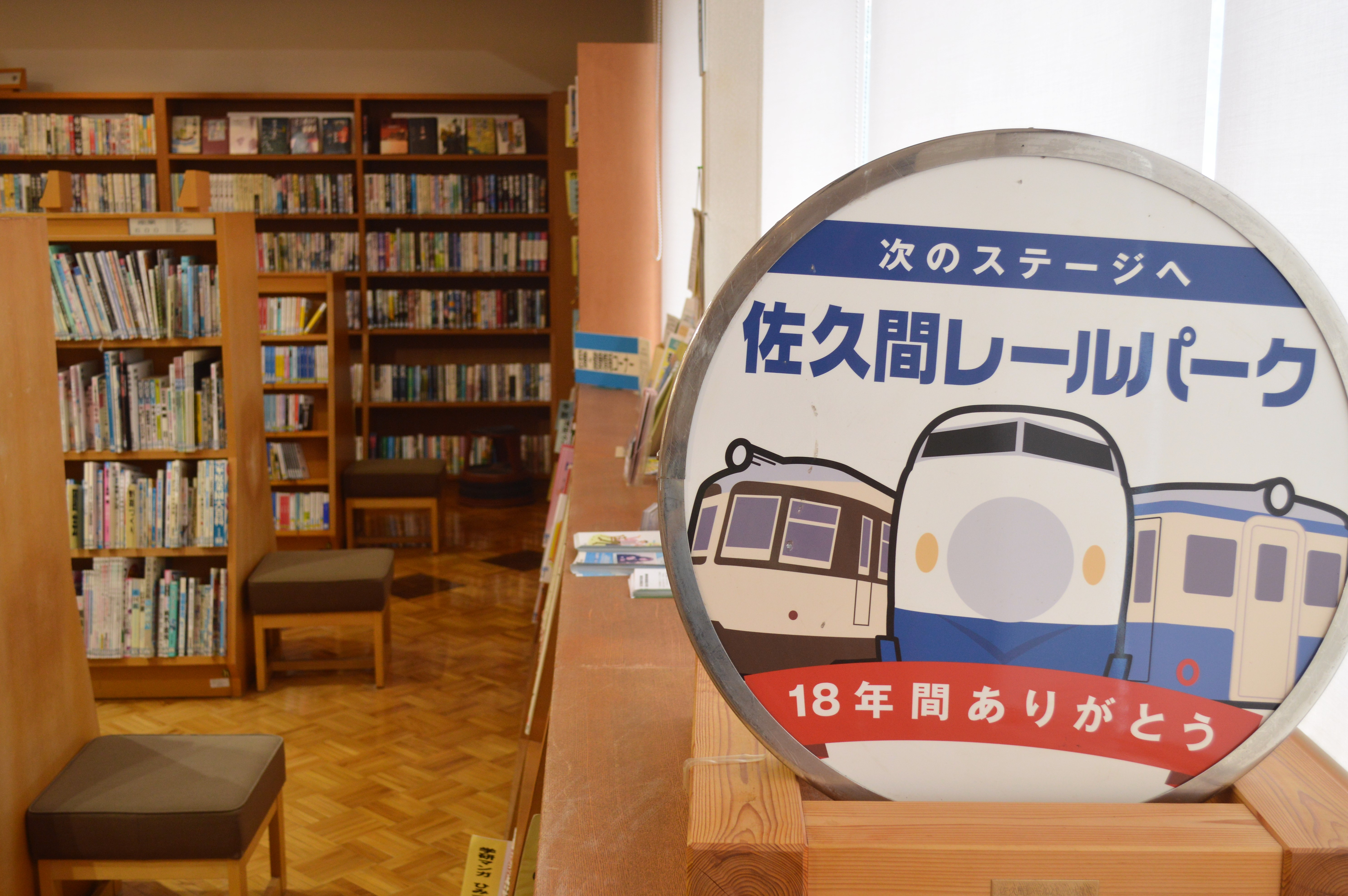
佐久間レールパークの看板

## 利用案内

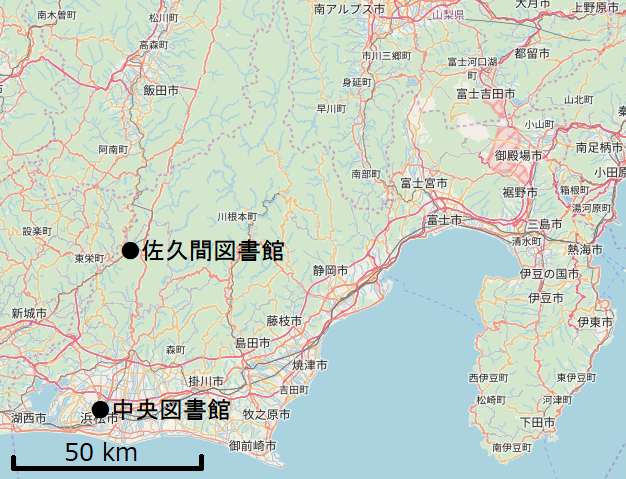
佐久間図書館と中央図書館の位置関係

- 開館時間
火曜-金曜日 : 10時-18時30分（4月-9月）
火曜-金曜日 : 10時-18時（10月-3月）
土曜・日曜日 : 9時30分-17時30分
- 休館日
月曜日、祝日、年末年始、館内整理日、蔵書点検期間
- アクセス
JR東海飯田線佐久間駅下車すぐ